# Barrys River
Barrys River (do 1 marca 1976 Mill Creek) – rzeka (river) w kanadyjskiej prowincji Nowa Szkocja, w hrabstwie Guysborough, płynąca w kierunku północno-wschodnim i uchodząca do cieśniny Strait of Canso; nazwa Mill Creek urzędowo zatwierdzona 4 marca 1954.